# Maria Jedynak
Maria Jedynak z d. Grochowska, II v Piękniewska (ur. 18 czerwca 1914 w Rydzewie, zm. 13 stycznia 1999 w Poznaniu) – członkini „Pioniera”, KZMP, MOPR Warszawa-Muranów; żołnierz III Brygady PAL, uczestniczka Powstania, dama Orderu Wojennego Virtuti Militari.

## Życiorys
Maria Grochowska urodziła się 18 czerwca 1914 w Rydzewie pow. łomżyński jako córka Zygmunta (pracownik Fabryki Gerlacha w Warszawie) i Marii z d. Łabędzkiej (nauczycielka). Dzieciństwo spędziła w Warszawie, mieszkając z rodzicami i tam też ukończyła szkołę powszechną, a następnie 5-letnią szkołę przemysłową. W młodszych klasach wstąpiła do organizacji „Pionier”, a później do Komunistycznego Związku Młodzieży Polski. W 1936 uzyskała świadectwo czeladnicze w zawodzie krawiectwo lekkie i w którym pracowała, pełniąc równocześnie funkcję skarbnika MOPR-u Dzielnicy Warszawa-Muranów, jak również organizowała akcję dożywiania więźniów politycznych przebywających w więzieniach.
Okupacja zastała Marię w Warszawie i już we wrześniu 1939 zaczęła nawiązywać kontakty z członkami Komunistycznej Partii Polski. Nawiązała także kontakty z Gwardia Ludową i zaczęła z nimi współpracować. Według oświadczenia własnego z 1998,  w 1943 złożyła przyrzeczenie na ręce Ryszarda Suskiego ps. „Żarłok”, który pełnił obowiązki dowódcy grupy Milicji Ludowej RPPS i rozpoczęła działalność w organizacji. W 1943 zamieszkała razem z malutkim dzieckiem, jako lokatorka, w lokalu konspiracyjnym w pensjonacie „Wanda” znajdującym się w Józefowie pod Warszawą. Była zamężna z Zygmuntem Jedynakiem i w ich mieszkaniu zorganizowała skrytkę na broń, a także bezpieczny pobyt współdziałaczy z partii. W tymże roku jej męża aresztowano i wywieziono do Oświęcimia i tam go zamordowano. Od 1 stycznia 1944, w stopniu podporucznika, miała przydział do oddziału specjalnego III Brygady PAL, którym dowodził major „Tom”.
Brała udział w Powstaniu warszawskim, a w pierwszych dniach sierpnia na rozkaz mjr. „Toma” została przeniesiona do Pruszkowa, gdzie organizowała pomoc dla powstańców, którzy opuszczali Warszawę. W połowie stycznia 1945 na polecenie dowództwa Korpusu Bezpieczeństwa Publicznego została organizatorką obozu przejściowego dla jeńców niemieckich.
Od 10 lutego 1945, na polecenie Dyrektora Departamentu Więzień i Obozów, pełniła do kwietnia 1946 funkcję zastępcy naczelnika więzienia w Poznaniu, po czym z dniem 1 kwietnia tegoż roku została kierownikiem sekretariatu Zarządu Wojewódzkiego Związku Bojowników o Wolność i Demokrację, pełniąc tę funkcję do maja 1948. Równocześnie była organizatorką Ligi Kobiet i działaczką tej organizacji. Od 15 maja 1948 rozpoczęła pracę jako instruktor „Aktywizacji Zawodowej Kobiet” w pionie spółdzielczości pracy. Następnie pełniła funkcję prezesa zarządu spółdzielni. W grudniu 1946 wyszła powtórnie za mąż za Zygmunta Piękniewskiego, z małżeństwa tego miała troje dzieci. Od września 1955 do września 1970 była prezesem zarządu Krawieckiej Spółdzielni Pracy „Pokój” znajdującej się przy ul. Wenecjańskiej 1/1. W kwietniu 1971 przeszła na rentę inwalidzką I grupy, a od czerwca 1974 na emeryturę. Od 1948 była członkiem Polskiej Zjednoczonej Partii Robotniczej.
Zmarła 13 stycznia 1999 w Poznaniu i została pochowana na cmentarzu Junikowskim.

## Ordery i odznaczenia
- Krzyż Srebrny Orderu Wojennego Virtuti Militari – Uchwała Prezydium Krajowej Rady Narodowej Nr 655/46 z 6 września 1946 z nr. legitymacji 29967/130/a,
- Krzyż Walecznych  – 1945,
- Krzyż Partyzancki – 1960,
- Krzyż Kawalerski Orderu Odrodzenia Polski -1-46622 – 1964,
- Medal za Warszawę 1939–1945,
- Medal Zwycięstwa i Wolności 1945 – 1946,
- Medal 10-lecia Polski Ludowej – 1955,
- Brązowy Medal „Za zasługi dla obronności kraju” – 1967,
- Srebrny Medal „Za zasługi dla obronności kraju” – 1974,
- Odznaka honorowa miasta Poznania – 1964,
- Odznaka Honorowa „Za Zasługi w Rozwoju Województwa Poznańskiego” – 1968,
- Medal 30-lecia Polski Ludowej – 1974,
- Medal 40-lecia Polski Ludowej – 1984,
- Medal „Za udział w walkach w obronie władzy ludowej” – 1986